# Abrevierile în limba română
Termenul abreviere este utilizat în limbajul curent al limbii române și în terminologia lingvisticii cu accepția generică de prescurtare a unui cuvânt sau grupă de cuvinte. Cele trei tipuri de abrevieri cunoscute sunt: trunchierea, sigla și acronimul.
Trunchierea este explicată prin influența unor împrumuturi din limba franceză.
Exemple de trunchieri: disco←discotecă, porno←pornografie, hi-fi←high fidelity, retro←retrograd, bac←bacalaureat, prof←profesor etc.
Acronimele și siglele reprezintă compuse realizate prin abreviere din grupuri sintactice mai mult sau mai puțin stabile. În primul caz sunt reținute silabe inițiale ale cuvintelor care compun o sintagmă; în cel de-al doilea sunt selectate numai inițialele fiecărui termen din formația sintactică de bază.
În afara acestor tipuri principale, există și compuse prin abreviere care combină cele două procedee, asociind inițialele cu fragmente de cuvinte și cuvinte întregi.
Exemple de acronime: Publirom, Romlux, Alro, Mefin, Asirom, Optimed, Aprozar etc.
Exemple de sigle: CDR, UEFA, IMM, TVA, CSAT, SRI, SRL, PC, OZN, TAB etc.
Altă categorie este cea a siglelor care sunt tratate ca și acronimele. Un exemplu din această categorie este SIDA.

## Legături externe
- Trunchieri, Rodica Zafiu, ebooks.unibuc.ro
- Abrevierile din Dexonline